# Abhay Deol
Abhay Deol (hindi : अभय दियोल), né le 15 mars 1976, est un acteur indien.
Issu d'une famille sikh originaire du Ludhiana (Penjab, Inde), il appartient à la dynastie d'acteurs, les Deol. Il s'illustre dans des films en marge des grosses productions commerciales réalisés par des cinéastes de la « nouvelle vague indienne », tel Anurag Kashyap ou Dibakar Banerjee.

## Carrière
Évitant de tourner dans des films commerciaux qui ont rendu célèbres son oncle Dharmendra et ses cousins Sunny, Bobby et Esha Deol, il déclare dans une interview à Rediff qu'il n'a pas choisi la carrière d'acteur pour les imiter, mais parce qu'à l'école il a eu l'occasion de faire du théâtre. « À 18 ans, j'ai décidé de franchir le pas. Cela m'a pris dix ans, car je ne voulais pas abandonner mes études pour me lancer dans le cinéma »
Abhay Deol fait ses débuts au cinéma en 2005 dans Socha Na Tha (Imtiaz Ali), film qui ne marque guère les esprits, mais permet à l'acteur d'obtenir de bonnes critiques pour sa prestation. Son second film, Ahista Ahista (Shivam Nair, 2006), recueille également des commentaires positifs. En 2007, il interprète Honeymoon Travels Pvt. Ltd. (Reema Kagti), film choral à succès, puis Ek Chalis Ki Last Local (Sanjay Khanduri) et enfin Manorama Six Feet Under (Navdeep Singh). En 2008, Oye Lucky! Lucky Oye! de Dibakar Banerjee remporte un succès tant populaire que critique ainsi que de nombreux prix et permet à Abhay Deol de se positionner comme un acteur sur lequel on peut compter.
En 2009, Abhay Deol tourne Dev.D, une version moderne et provocatrice de Devdas réalisée par Anurag Kashyap, dans lequel son interprétation est remarquée. Le film suscite les louanges de la critique, The Times of India lui accordant la note maximum de 5 étoiles, il remporte cinq Filmfare Awards et obtient de bons résultats au box office.
Road, Movie, réalisé par Dev Benegal, sort en 2010 et est projeté au Festival international du film de Toronto et à la Berlinale. La même année, il tourne dans la comédie romantique Aisha (Rajshree Ojha), libre adaptation de Emma de la romancière anglaise Jane Austen.
En 2008, Abhay Deol fonde sa propre société de production, Forbidden Films, qui finance Basra, film réalisé par Navdeep Singh et dont il interprète le rôle principal pour lequel il apprend le Krav Maga, un art martial israélien.
 De même, il s'entraine à la plongée sous marine pour Zindagi Na Milegi Dobara. Ce road movie de Zoya Akhtar avec Hrithik Roshan et Farhan Akhtar décrit le périple à travers l'Espagne de trois jeunes Indiens à la recherche de sensations fortes et y découvrent un sens à leur vie. C'est l'un des plus gros succès de l'année 2011, primé à de nombreuses reprises.
L'année suivante, Abhay Deol retrouve Dibakar Banerjee dans Shanghai, adaptation de Z, roman de Vassilis Vassilikos. Son interprétation toute en retenue d'un haut fonctionnaire intègre cherchant à découvrir la vérité sur la mort d'un militant politique, est encensée par la critique qui apprécie tout particulièrement la manière dont il est entré dans la peau d'un Tamoul. Malgré ses qualités, le film ne rassemble pas un large public.

## Filmographie
| Année     | Film                        | Rôle                               | Réalisateur                  | Notes                                                                  |
| --------- | --------------------------- | ---------------------------------- | ---------------------------- | ---------------------------------------------------------------------- |
| 2005      | Socha Na Tha                | Viren                              | Imtiaz Ali                   |                                                                        |
| 2006      | Ahista Ahista               | Ankush                             | Shivam Nair                  |                                                                        |
| 2007      | Honeymoon Travels Pvt. Ltd. | Aspi                               | Reema Kagti                  |                                                                        |
| 2007      | Ek Chalis Ki Last Local     | Nilesh                             | Sanjay Khanduri              |                                                                        |
| 2007      | Manorama Six Feet Under     | Satyaveer                          | Navdeep Singh                |                                                                        |
| 2008      | Oye Lucky! Lucky Oye!       | Lucky                              | Dibakar Banerjee             | Le film remporte le National Award du meilleur film populaire          |
| 2009      | Dev.D                       | Dev                                | Anurag Kashyap               | Le film remporte 5 Filmfare Awards en 2010                             |
| 2009      | Meridian Lines              | Vijay                              | Venod Mitra                  | Sorti au Royaume-Uni.                                                  |
| 2010      | Road, Movie                 | Vishnu                             | Dev Benegal                  | Projeté au Festival international du film de Toronto et à la Berlinale |
| 2010      | Aisha                       | Arjun                              | Rajshree Ojha                |                                                                        |
| 2011      | Zindagi Na Milegi Dobara    | Kabir                              | Zoya Akhtar                  |                                                                        |
| 2012      | Shanghai                    | T. A. Krishnan                     | Dibakar Banerjee             |                                                                        |
| 2012      | Chakravyuh                  | Kabir                              | Prakash Jha                  |                                                                        |
| 2012      | The Lovers                  | Udaji                              | Roland Joffé                 |                                                                        |
| 2013      | Raanjhanaa                  | Jasjeet Singh Shergill/Akram Zaidi | Aanand L. Rai                |                                                                        |
| 2023      | Trial by Fire               | Shekhar Krishnamoorthy             | Prashant Nair et Randeep Jha |                                                                        |
| En projet | Basra                       | Amal Sinha                         | Navdeep Singh                |                                                                        |